# Rimae Posidonius
Le Rimae Posidonius sono una struttura geologica della superficie della Luna.